# Bassoues
Bassoues (gaskognisch: Bassoas) ist eine französische Gemeinde mit 331 Einwohnern (Stand: 1. Januar 2022) im Département Gers in der Region Okzitanien (vor 2016: Midi-Pyrénées). Sie gehört zum Arrondissement Mirande und zum Kanton Pardiac-Rivière-Basse. Die Einwohner werden Bassouais genannt.

## Geografie
Die Gemeinde Bassoues liegt an der Guiroue, etwa 23 Kilometer westsüdwestlich von Auch. Umgeben wird Bassoues von den Nachbargemeinden Peyrusse-Grande im Nordwesten und Norden, Callian im Norden, Castelnau-d’Anglès im Nordosten, Montesquiou im Osten, Pouylebon im Südosten, Saint-Christaud im Süden, Laveraët im Südwesten, Armous-et-Cau im Westen sowie Gazax-et-Baccarisse im Nordwesten.
Bassoues liegt an der Via Tolosana, einer der vier historischen „Wege der Jakobspilger in Frankreich“.

## Geschichte
Die Bastide von Bassoues wurde 1295 gegründet.

### Bevölkerungsentwicklung
| Jahr                       | 1962 | 1968 | 1975 | 1982 | 1990 | 1999 | 2006 | 2011 | 2020 |
| Einwohner                  | 631  | 568  | 512  | 503  | 454  | 376  | 389  | 334  | 323  |
| Quellen: Cassini und INSEE |      |      |      |      |      |      |      |      |      |

## Sehenswürdigkeiten
- Kirche Sainte-Marie aus dem 15. Jahrhundert
- Basilika Saint-Fris, ursprünglich aus dem 11. Jahrhundert, durch den Erzbischof von Auch 1520 umgebaut
- Reste des erzbischöflichen Schlosses aus dem 15./16. Jahrhundert
- Donjon aus dem 14. Jahrhundert
- Markthalle

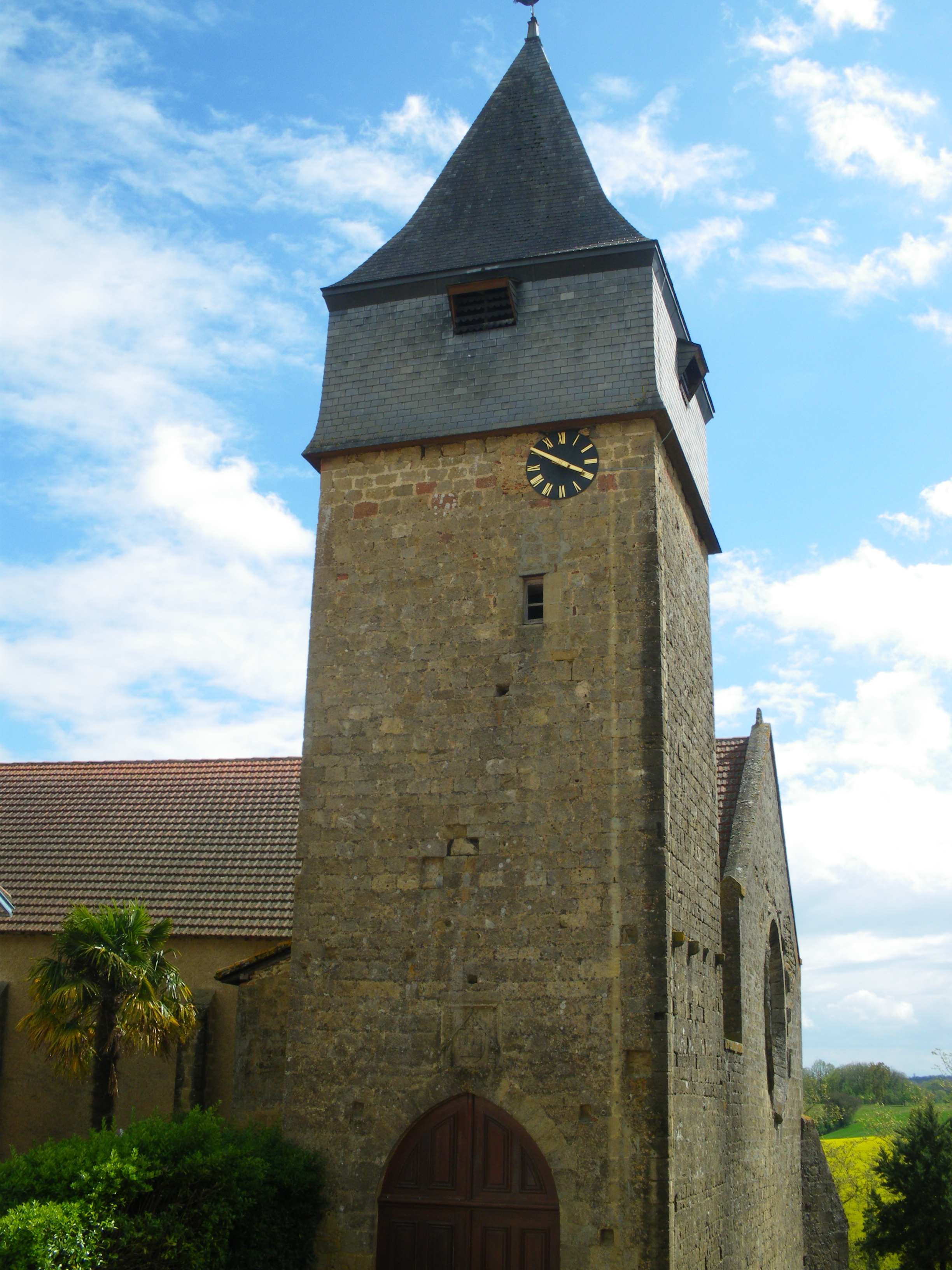
Kirche Sainte-Marie
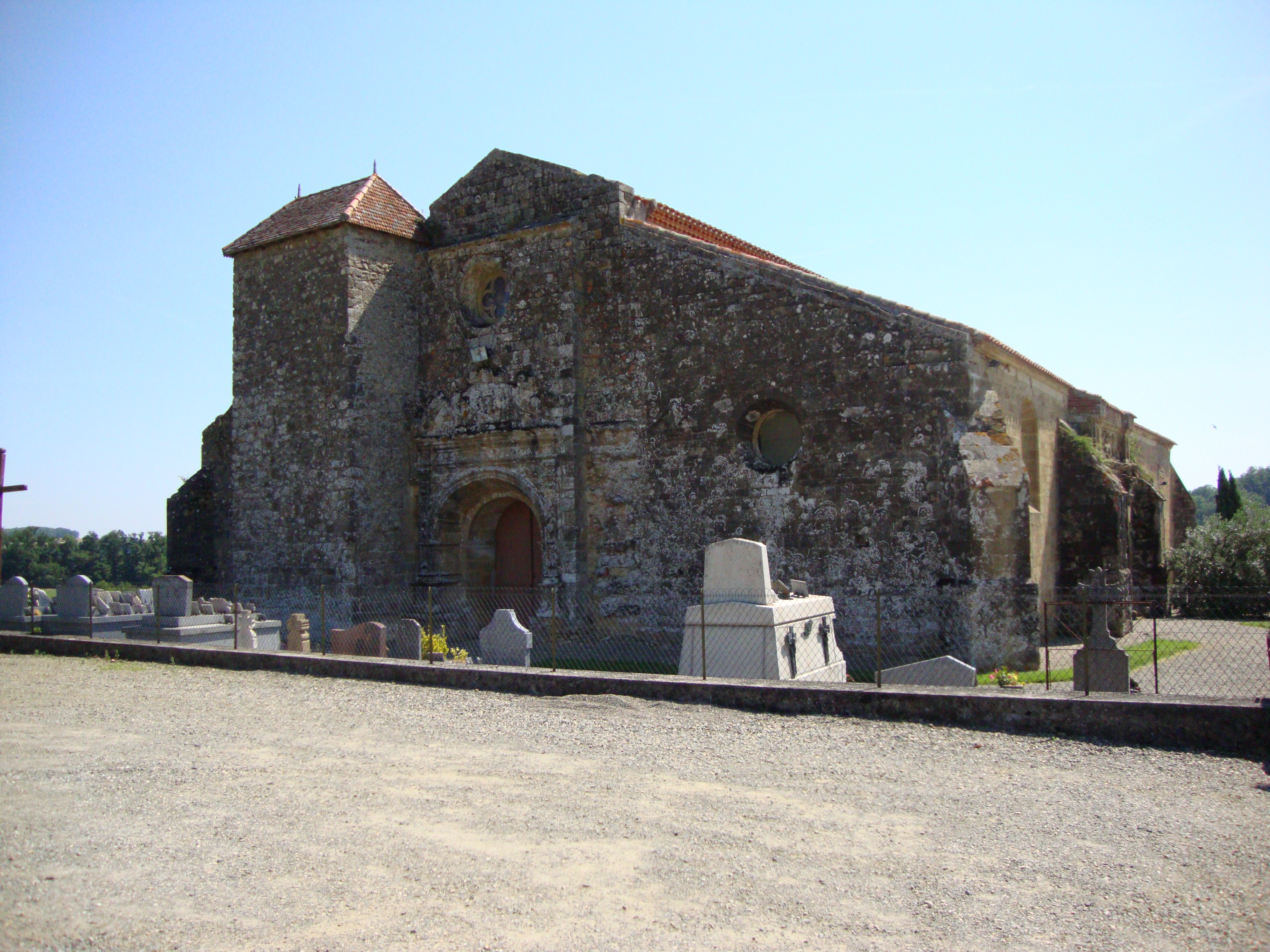
Basilika Saint-Fris
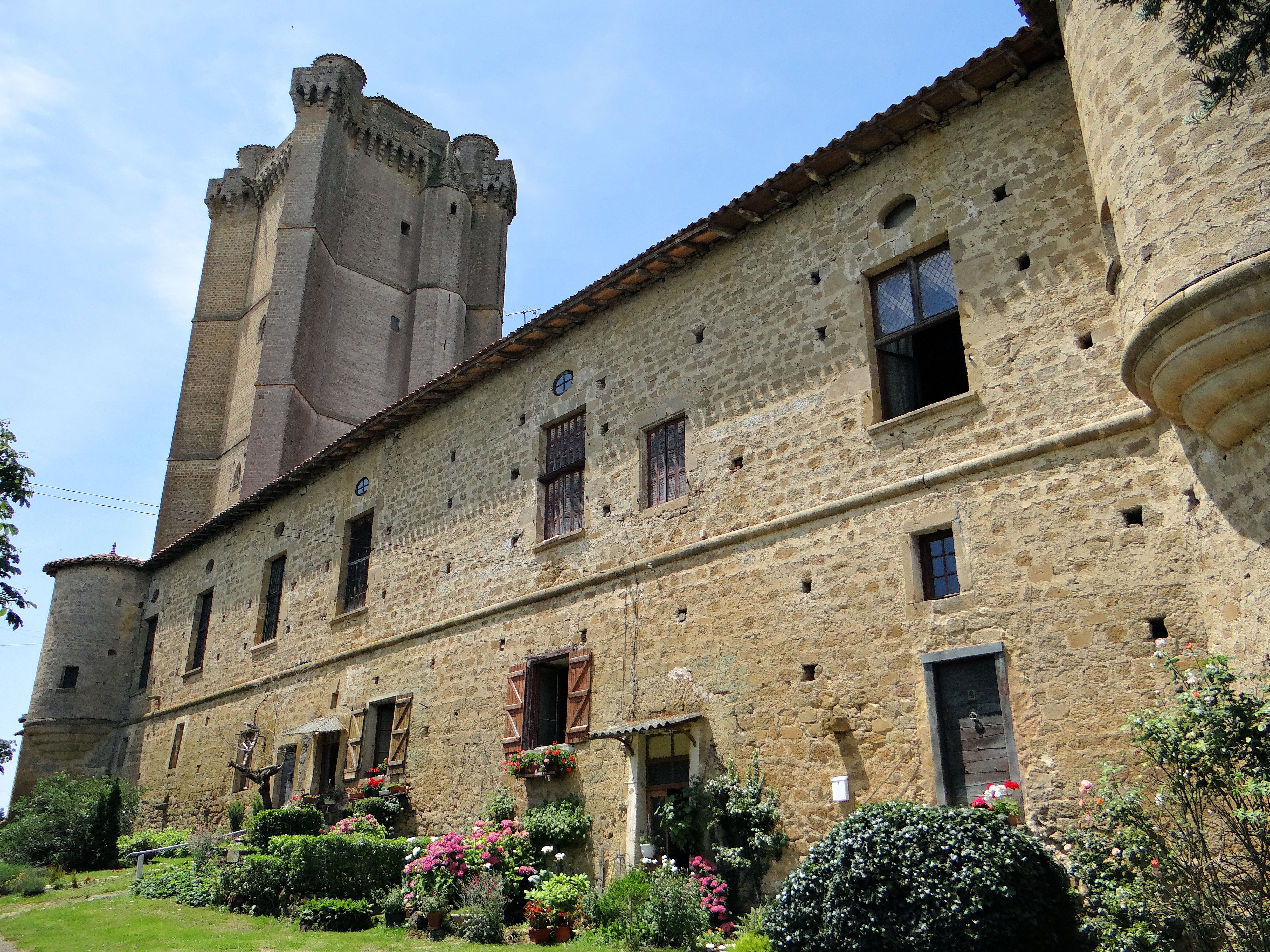
Schloss mit dem Donjon
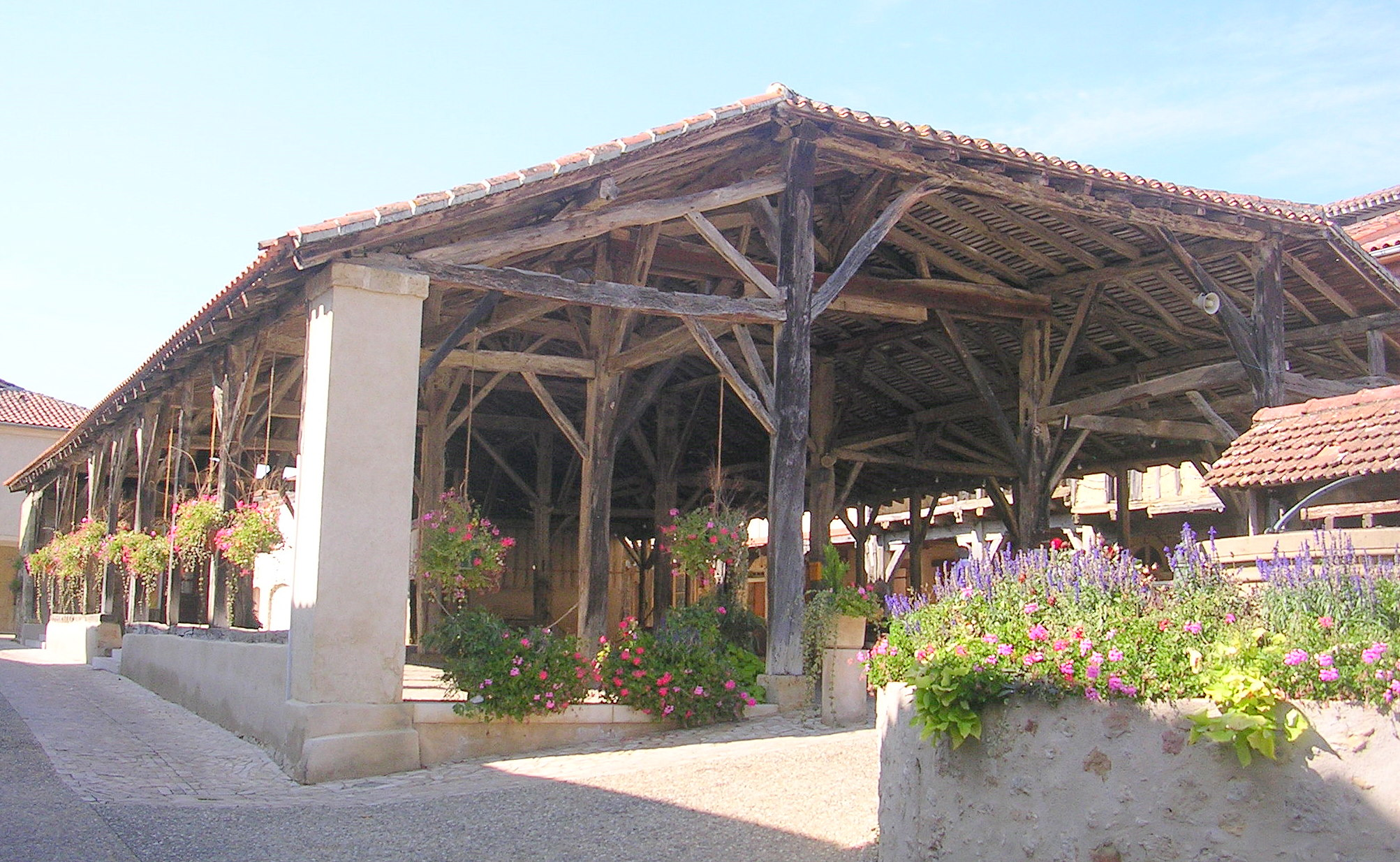
Markthalle
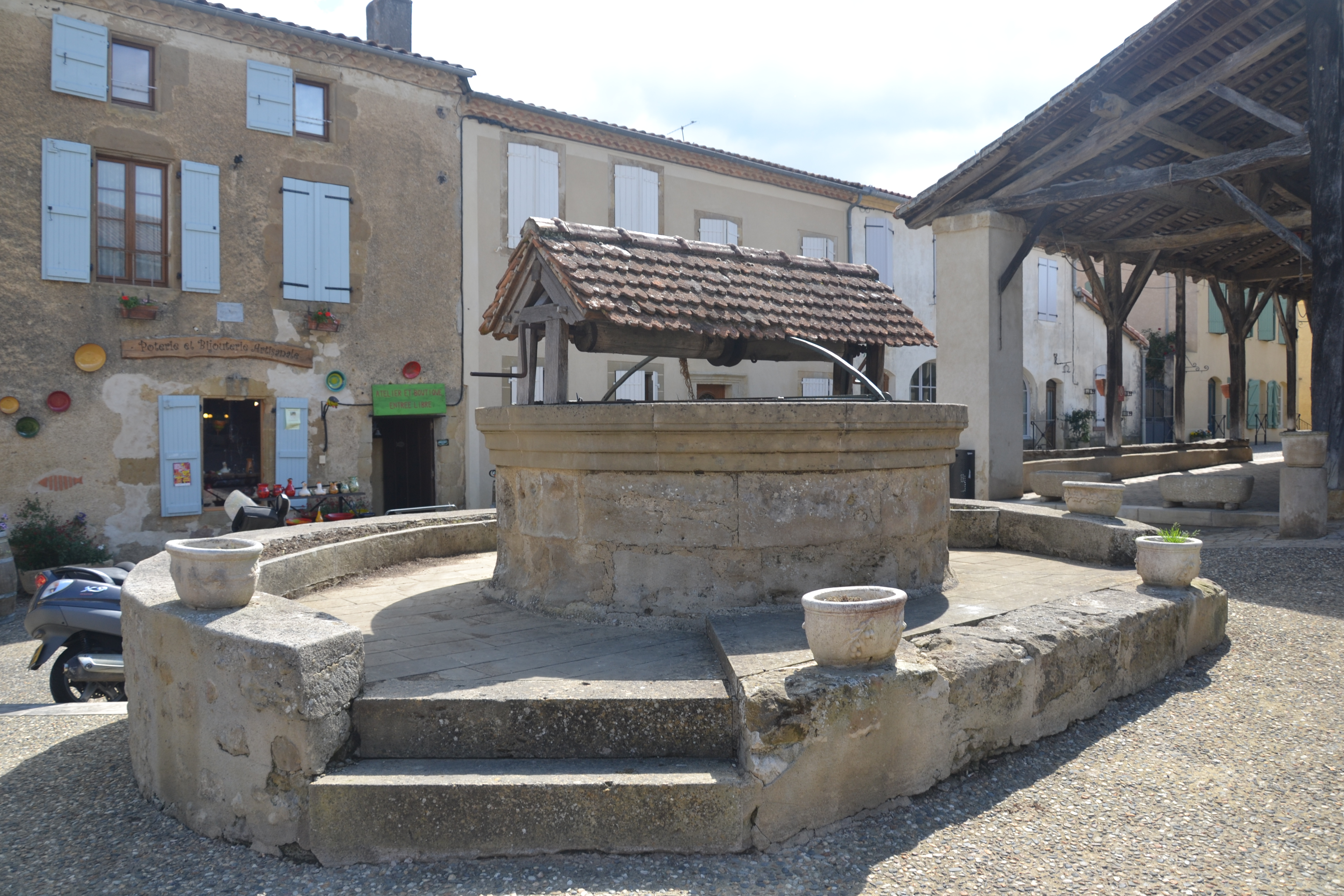
Alter Brunnen vor der Markthalle